# Ellhöft
Ellhöft (en danois: Ellehoved) est une commune de l'arrondissement de Frise-du-Nord, Land de Schleswig-Holstein.

## Géographie
Ellhöft est situé entre Süderlügum (au sud) et la frontière avec le Danemark, juste à l'est de la Bundesstraße 5 et de la Grüne Küstenstraße (de).
Le territoire se compose du Geest et de marais maritimes.
La commune intègre les quartiers de Böglum et Struxbüll.

## Histoire
Le territoire de la commune est habité durant l'âge de la pierre.
Le village de Böglum est créé en 1935.